# Любен Илиев
Любен Апостолов Илиев е български текстилен дизайнер, стопански и читалищен деец.

## Биография
Любен Илиев е роден на 9 септември 1935 година в село Лесковдол, община Своге. Начално образование получава в родния Лесковдол. Завършва гимназия в Своге и текстилен техникум в София.
През 1953 година започва работа като миньор. В продължение на 6 години работи като касиер в Горското стопанство в Своге (Ребровски участък). Впоследствие става началник на цех в промкомбинат „Скала“ и допринася за обособяването на цеха в самостоятелна фабрика под името „Петрунка“ (днес „Лилия С“). Ръководи това предприятие 29 години.
От 1977 година е член на задругата на майсторите, секция „Тъкани и бродерия“. Взема участие в редица изложби в България и в чужбина (Германия, Унгария). Трудовите му приноси му носят десетки грамоти. Изработва народни носии, тъкани на стан, плетени на една кука и на две игли.
Любен Илиев е сред най-активните читалищни дейци и най-дългогодишният заместник-председател на свогенското читалище. Участва в самодейността като актьор в театъра („Боряна“, „Снаха“), както и в хор „Христо Смирненски“.